# Valerie Holmes
Valerie Susan Holmes (Londra, novembre 1946) è una modella britannica vincitrice di Miss International 1969.
È stata la prima rappresentante della Gran Bretagna ad ottenere il titolo.
Nata da Ernest e Phyllis Holmes di Winchmore Hill, un piccolo sobborgo di Londra, vinse il titolo di Miss Enfield nel 1969. Questa vittoria le permise di partecipare ed eventualmente vincere il titolo di Miss Bretagna, e successivamente partecipare a Miss International nel 1969.
Dopo la sua incoronazione, avvenuta a Tokyo, in Giappone, Valerie Holmes partecipò a vari eventi di beneficenza per un anno, sino al 1970 quando passò la corona alla Miss International successiva , Aurora McKenny Pijuan. In seguito la Holmes si trasferì negli Stati Uniti, dove si sposò e mise su famiglia.